# Taufer
Taufer je priimek več znanih Slovencev:
- Jasna Škrinjar Taufer (1939—2010), igralka, lutkovna recitatorka, prevajalka
- Lara Simona Taufer (*1979), režiserka in scenaristka
- Matej Taufer (1964—1987), slikar, pesnik
- Urška Taufer (*1990), igralka, dramatičarka
- Venčeslav Taufer (1905—1943 ubit), učitelj, aktivist OF
- Veno Taufer (1933—2023), pesnik, dramatik, esejist in prevajalec
- Vida Taufer (1903—1966), učiteljica in pesnica
- Vito Taufer (*1959), gledališki režiser